# Sześć popiersi Napoleona
Sześć popiersi Napoleona (ang. The Adventure of the Six Napoleons) – opowiadanie Arthura Conana Doyle’a z serii przygód Sherlocka Holmesa. Opublikowane w 1904 w czasopismach „Collier’s Weekly” (kwiecień, rysunki Frederic Dorr Steele) i „The Strand Magazine” (maj, rysunki Sidney Paget), następnie w tomie Powrót Sherlocka Holmesa w marcu 1905.

## Fabuła
Inspektor Lestrade ze Scotland Yardu powiadamia Holmesa o pozornie trywialnej sprawie dotyczącej zniszczonych popiersi Napoleona. Jedno z nich zostało rozbite w sklepie Morse'a Hudsona, dwa pozostałe, które zostały sprzedane doktorowi Barnicotowi, ktoś rozbił przed jego domem, a do biura włamano się. Niczego poza popiersiami nie skradziono. We wcześniejszym przypadku popiersia wyniesiono na zewnątrz, zanim zostały rozbite. Wszystkie popiersia pochodzą z tego samego odlewu.
Holmes wie, że teoria Lestrade'a o szaleńcu mającym obsesję na punkcie Napoleona jest błędna.
Następnego dnia Lestrade wzywa Holmesa do domu, gdzie znaleziono kolejne szczątki popiersia, lecz gdzie dokonano także morderstwa. Pan Horace Harker usłyszał hałas na zewnątrz swojego domu i postanowiwszy sprawdzić jego źródło, znalazł na swoim progu ciało mężczyzny. Włamywacz dostał się do domu przez okno i, podobnie jak wcześniej, również wyniósł popiersie na zewnątrz. Było ono także z tego samego odlewu, co poprzednie. Natomiast w kieszeni trupa znaleziono fotografię mężczyzny o nieco małpim wyglądzie.
Kawałki popiersia należącego do Harkera znajdywały się w ogrodzie pustego domu przy ulicy. Najwyraźniej włamywacz chciał widzieć, co robi, ponieważ w pobliżu znajdywała się lampa uliczna. Mógł to zrobić przy innym opuszczonym domu, bliżej domu Harkera, lecz tam było dużo ciemniej.
Holmes mówi Lestrade'owi, by ten powiedział Harkerowi, dziennikarzowi syndykatu centralnej agencji prasowej, iż jest przekonany, że winowajca to szaleniec. Holmes zdaje sobie sprawę, że jest to nieprawda, lecz będzie korzystnie wykorzystać prasę, by przekonać przestępcę, że właśnie pod tym kątem jest prowadzone śledztwo.
Holmes przesłuchuje sprzedawców, którzy sprzedali popiersia i dowiaduje się komu zostały sprzedane oraz że zostały wykonane w pracowni Gelder & Co. Kilku z jego informatorów rozpoznaje również małpio wyglądającego mężczyznę ze zdjęcia. Znają go jako Beppo, włoskiego imigranta. Pracował on nawet w tym samym sklepie, w którym zniszczono pierwsze z popiersi, opuściwszy zakład ledwie dwa dni wcześniej.
Sherlock odwiedza pracownię Gelder & Co. i odkrywa, że popiersia należały do zestawu sześciu popiersi, lecz poza tym właściciel nie miał pojęcia, dlaczego miałyby być wyjątkowe ani dlaczego ktokolwiek miałby je niszczyć. Rozpoznaje na zdjęciu Beppa, po czym określa go jako łajdaka. Rok wcześniej odsiadywał wyrok za uliczną bójkę z użyciem noża, ale najpewniej został już uwolniony. Swego czasu pracował w firmie Gelder & Co., ale już do niej nie wrócił. Jego kuzyn wciąż w niej pracuje. Holmes prosi właściciela, by nic mu nie mówił na temat Beppa.
Tego samego wieczoru Lestrade przynosi wieści, że zamordowanym mężczyzną był Pietro Venucci, członek mafii. Lestrade jest przekonany, że Venucci został wysłany, by zabić Beppa, ale sam się śmiertelnie zranił.
Po wysłaniu szybkiej wiadomości, Holmes zaprasza dra Watsona i Lestrade'a, by towarzyszyli mu w odwiedzinach domu w Chiswick, gdzie Holmes spodziewa się następnego włamania. Lestrade jest już poirytowany zainteresowaniem Holmesa popiersiami, lecz przybywa na miejsce. Nie spotyka ich rozczarowanie. Beppo zjawia się, wchodzi do domu i po kilku minutach wraca z popiersiem Napoleona, które następnie rozbija. Wtedy bada jego szczątki nieświadomy Holmesa i Lestrade'a skradających się za jego plecami. Dopadają go i aresztują. Jednak Beppo nie chce nic powiedzieć.
Tajemnica zostaje w końcu wyjaśniona po tym, jak Holmes oferuje 10 funtów właścicielowi ostatniego z popiersi, które nie zostało dotąd zniszczone. Daje mu do podpisania dokument, który przenosi wszelkie prawa do popiersia na Holmesa. Po tym jak sprzedawca wychodzi, Holmes rozbija je i pośród gipsowych okruchów znajduje klejnot, czarną perłę Borgiów. Holmes wiedział o sprawie jej zniknięcia od początku. Podejrzenia padły na pokojówkę właściciela perły, Lukrecję Venucci – siostrę zmarłego Pietra. Beppo w jakiś sposób zdobył perłę od Pietra i ukrył ją w schnącym popiersiu w fabryce w której pracował, kilka chwil zanim został aresztowany za dźgnięcie nożem w bójce na ulicy.
Po odsiedzeniu rocznego wyroku starał się odzyskać ukryty klejnot. Dowiedział się od swojego kuzyna, kto zakupił popiersia z fabryki oraz dzięki własnym wysiłkom, odkrył nawet, do kogo ostatecznie trafiły ze sklepu. Wówczas odszukiwał je i rozbijał jedno po drugim, by odnaleźć perłę.
Pomimo że pojawiał się jeszcze w późniejszych historiach, jest to jeden z ostatnich występów Lestrade'a w opowiadaniach. Po „Sześciu Popiersiach Napoleona” jest jeszcze jedynie wspomniany przez Holmesa lub Watsona w „Zniknięciu Lady Frances Carfax” oraz w „Trzech Panach Garrideb” jako członek Scotland Yardu.
Podstawa historii jest podobna do tej użytej w opowiadaniu „Błękitny Karbunkuł”, gdzie skradziony klejnot odnalazł się w żołądku gęsi – lecz złodziej nie był pewien, która to była dokładnie gęś.

### Ekranizacje
- 1922 – Holmes – Eille Norwood, Watson – Hubert Willis[1]
- 1944 – Holmes – Basil Rathbone, Watson – Nigel Bruce[2]
- 1965 – Holmes – Douglas Wilmer, Watson – Nigel Stock[3]
- 1967 – Holmes – Erich Schellow, Watson – Paul Edwin Roth[4]
- 1986 – Holmes – Jeremy Brett, Watson – Edward Hardwicke[5]
- 2017 – motyw wykorzystany w serialu „Sherlock”, w odcinku "The six Thatchers" – Sherlock – Benedict Cumberbatch, Watson – Martin Freeman